# Dirk Bockel
Dirk Bockel (Schwaikheim, 18 de outubro de 1986) é um triatleta profissional luxemburguês.

## Carreira
Bockel competidor do ITU World Triathlon Series, disputou os Jogos de Pequim 2008, ficando em 25º.